# کاکیتسوو
کاکیتسوو (به چکی: Kakejcov) یک منطقهٔ مسکونی در جمهوری چک است که در ناحیه روکیتسانی واقع شده‌است. کاکیتسوو ۱٫۸۶ کیلومتر مربع مساحت و ۹۰ نفر جمعیت دارد و ۵۱۸ متر بالاتر از سطح دریا واقع شده‌است.